# Xã Sylvania, Quận Potter, Pennsylvania
Xã Sylvania (tiếng Anh: Sylvania Township) là một xã thuộc quận Potter, tiểu bang Pennsylvania, Hoa Kỳ. Năm 2010, dân số của xã này là 77 người.